# Nahan Franko
Nahan Franko   (Nova Orleans, 23 de juliol de 1861 - Amityville, 7 de juny de 1930) va ser un violinista, director d'orquestra i promotor de concerts nord - americà. El seu germà era el violinista i director d'orquestra Sam Franko.

## Biografia
Franko va néixer a Nova Orleans i va estudiar el violí a Europa amb Joseph Joachim i August Wilhelmj. Es va convertir en un violinista orquestral, tocant amb les principals orquestres nord-americanes i europees; més tard es va convertir en el primer director d'orquestra nascut als Estats Units a treballar a la Metropolitan Opera de Nova York.
Nahan Franko va debutar el 1869 al "Steinway Hall" i, posteriorment, va fer una gira amb Adelina Patti com a nen prodigi. Després d'estudiar amb Joachim i Wilhelmj a Berlín, tenint per company d'estudis el seu compatriota Sol Marcosson, va tornar a casa i va tocar amb diverses orquestres, convertint-se en concertista de lOrquestra de l'Òpera Metropolitana el 1883, càrrec que va mantenir fins al 1907. El 30 de novembre de 1904 va debutar com a director amb la companyia, al capdavant de Le Nozze di Figaro, el primer americà natiu que va dirigir amb la companyia. Altres obres que Franko va dirigir van ser Roméo, Faust, Zigeunerbaron, Die Fledermaus, Hansel und Gretel, Il Trovatore, Don Giovanni, i dos ballets, Coppélia i Bayer Puppenfee, a més de nombrosos concerts de diumenge al vespre.
Va dirigir 68 representacions al Met i 33 representacions amb la companyia en altres llocs. Va dirigir aproximadament 67 representacions d'òpera i 9 obres de ball. La resta eren concerts de Metropolitan. Com a tercer director d'orquestra i concertista el 1904-05, se li pagaren 4.045 dòlars. A partir del 1908, va dirigir concerts a l'aire lliure a Central Park, i va ser en gran part gràcies als seus esforços per fer popular la bona música realitzant aquests concerts a la fresca que NYC i el "Metropolitan Opera" van començar l'hàbit de realitzar actuacions gratuïtes a l'aire lliure. Franko va celebrar el seu jubileu d'or amb un concert a l'hipòdrom. Nahan va continuar actuacions públiques i privades amb la seva orquestra durant gairebé dues dècades.
Casat tres vegades, la primera esposa de Franko va ser Edith Edwards, amb qui es va casar i es va divorciar de ben jove. El 7 de març de 1895 es va casar amb Cornelia Anna Ruppert (nascuda el 21 de juny de 1865) i va quedar-ne vidu el 12 de març de 1896. Cornelia Anna Ruppert-Franko era germana de Jacob Ruppert. La vídua de Franko era l'actriu alemanya Anna Braga amb qui es va casar el 1899.
Als 68 anys, Nahan Franko va morir d'un coàgul de sang a la seva casa d'Amityville, Nova York, on es recuperava d'un ictus anterior. Entre els seus portadors es trobaven Theodore Steinway i John Philip Sousa.